# Andriana (Tetrigidae)
Pour les articles homonymes, voir Andriana (homonymie).
Genre
Andriana est un genre d'insectes orthoptères de la famille des Tetrigidae.

## Distribution
Les espèces de ce genre sont endémiques de Madagascar.

## Liste des espèces
Selon Orthoptera Species File (29 juin 2018) :
- Andriana hancocki (Bruner, 1910)
- Andriana intermedia Devriese, 1991
- Andriana pyramidata Rehn, 1929
- Andriana tertia Günther, 1974

## Publication originale
- Rehn, 1929 : New and little-known Madagascar grouse-locusts (Orthoptera, Acrididae, Acrydiinae). Proceedings of the Academy of Natural Sciences of Philadelphia, vol. 81, p. 477-519.